# Poga
Poga is een geslacht uit de familie Anisophylleaceae. Het geslacht telt een soort die voorkomt van in Zuidoost-Nigeria tot in Gabon.

## Soorten
- Poga oleosa Pierre